# Горенштейн, Фридрих Наумович
Фри́дрих Нау́мович Горенште́йн (18 марта 1932, Киев — 2 марта 2002, Берлин) — русский прозаик, драматург и сценарист.
В 1980 году эмигрировал из СССР (где из всего его обширного наследия был опубликован лишь один рассказ). Большинство его произведений строится вокруг акта злодеяния и рефлексирует на темы возмездия и искупления, зачастую с ветхозаветными отсылками.

## Биография
Родился в еврейской семье, родители (уроженцы Бердичева) познакомились в бердичевской комсомольской организации. Отец — Наум Исаевич Горенштейн (1902—1937), выпускник аспирантуры Украинской ассоциации марксистско-ленинских институтов (УАМАЛИН), заведующий кафедрой политэкономии Высшей коммунистической сельскохозяйственной школы имени С. В. Косиора и после исключения из КПб(У) в апреле 1935 года заведующий плановым отделом Киевского стекло-термосного завода, в том же 1935 году был арестован в Киеве по обвинению в участии в «троцкистско-националистической боевой организации», приговорён 6 сентября 1937 особой тройкой УНКВД по Дальстрою и 8 октября 1937 года расстрелян в Магадане. Со времени ареста отца Фридрих Горенштейн носил фамилию матери (Феликс Прилуцкий), позднее вернул себе фамилию Горенштейн и первоначальное имя Фридрих. Во время войны его мать — директор дома для малолетних нарушителей, позже заведующая бердичевским детсадом № 19 Эна Абрамовна Прилуцкая (1901—1944) — с маленьким сыном и семьёй старшей сестры отправилась из Бердичева в эвакуацию в Наманган, где умерла. Фридрих был помещён в детский дом, где переболел полиомиелитом, оставившим после себя лёгкую хромоту. После войны был разыскан родными сёстрами его матери, Злотой и Рахилью, и рос в их бердичевской семье.
После окончания средней школы в Бердичеве работал чернорабочим. В 1955 году окончил Днепропетровский горный институт получив квалификацию горного инженера. Направлен по распределению на работу в город Кривой Рог — рудоуправление имени Розы Люксембург, где в 1955—1958 годах работал на шахте. Затем работал мастером в тресте «Строймеханизация» в Киеве.
С 20 декабря 1962 по 1 апреля 1964 года учился в Москве на Высших сценарных курсах. Написал много произведений, из которых в СССР был опубликован только один рассказ, который, однако, сделал ему имя, — «Дом с башенкой», в журнале «Юность» в 1964 году. Зарабатывал на жизнь сценарной работой, при этом его имя не всегда значилось в титрах фильмов, когда он выступал соавтором сценария на киностудиях союзных республик. Из семнадцати созданных Горенштейном киносценариев были поставлены семь:
- «Солярис» (реж. Андрей Тарковский)
- «Раба любви» (реж. Никита Михалков)
- «Седьмая пуля» (реж. Али Хамраев)
- «Комедия ошибок» (реж. Вадим Гаузнер)
- «Первый учитель» (в титрах не указан)
- «Без страха» (в титрах не указан)
- «Щелчки» (реж. Резо Эсадзе).

Творчество Горенштейна высоко ценили те, кому он доверял читать свои неизданные произведения. В этот узкий круг входили, в частности, кинорежиссёры Андрей Тарковский и Андрей Кончаловский, писатель Юрий Трифонов, критики Лазарь Лазарев, Бенедикт Сарнов, Анна Берзер, Инна Борисова, драматург Виктор Славкин, драматург и режиссёр Марк Розовский. Все они считали Горенштейна гениально одаренным мастером.
Первой женой Горенштейна была актриса цыганского театра «Ромэн» Марика Балан. Во втором браке, с Инной Михайловной Прокопец (род. 1955), в 1980 году родился сын Дан.
В 1978 году Горенштейн начал публиковаться за границей («Зима 53-го года», Париж, журнал «Континент») и принял решение эмигрировать из СССР (третья волна эмиграции). Перед отъездом из страны принял участие в альманахе «Метрополь» (1979), где была опубликована его повесть «Ступени». Участие в «Метрополе» Горенштейн впоследствии оценивал как ошибку.
В 1980 году выехал в Вену, 24 декабря того же года поселился в Западном Берлине, куда был приглашен на годовую творческую стипендию Германской службы академических обменов DAAD (став первым русским писателем-стипендиатом). Его произведения печатались в нью-йоркском издательстве «Слово» и в эмигрантских журналах «Континент», «Синтаксис», «Грани», «Зеркало Загадок».
После того как в 1992 году в Москве в издательстве «Слово» вышел трёхтомник Горенштейна, десять лет его книги в России не издавались, молчала и литературная критика. В то же время 8 его книг были переведены и изданы во Франции, а в 1990-х годах 11 книг были опубликованы в Германии. Президент Франции дважды (в 1987 и 1989 годах) приглашал Горенштейна на традиционную ежегодную встречу в Елисейском дворце как представителя русских писателей.
После развода с женой Горенштейн жил один. Единственной поддержкой были его друзья: Мина Полянская (автор первой монографии о Горенштейне «„Я — писатель незаконный“. Записки и размышления о судьбе и творчестве Фридриха Горенштейна», а также книг о писателе: «Берлинские записки о Фридрихе Горенштейне» и «Плацкарты и контрамарки: записки о Фридрихе Горенштейне»), Борис Васильевич Антипов и Игорь Юрьевич Полянский, издававшие журнал «Зеркало Загадок», где Горенштейн постоянно публиковался.
Умер в Берлине от рака поджелудочной железы, не дожив нескольких дней до своего 70-летия. Незадолго до смерти Горенштейн передал свой последний рассказ — «Арест антисемита. Быль» для публикации в нью-йоркский журнал «Слово-Word» и для перевода на английский и публикации в «Антологии еврейско-русской литературы». Похоронен писатель на старинном еврейском кладбище в Вайсензе. По предложению Петра Вайля 4 марта 2002 года Юрий Векслер сделал на «Радио Свобода» сообщение о смерти Горенштейна[12].

## Хронология творчества

### Рассказы
- 1963 год — «Дом с башенкой»
- 1964 год — «Старушки»
- 1966 год — «Разговор»
- 1969 год — «Контрэволюционер», «Археологические страсти», «На вокзале», «Философский крючок в гречневой каше»
- 1977 год — «Три встречи с Лермонтовым»
- 1981 год — «С кошёлочкой»
- 1984 год — «Искра»
- 1986 год — «Шампанское с желчью»
- 1998 год — «Арест антисемита»

### Романы и повести
- 1965 год — «Зима 53-го года» (повесть)
- 1966 год — «Ступени» (повесть)
- 1967 год — «Искупление» (роман)
- 1975 год — «Псалом» (роман)
- 1976 год — «Место» (роман)
- 1977 год — «Дрезденские страсти» (повесть)
- 1981 год — «Яков Каша» (повесть)
- 1982 год — «Куча» (повесть)
- 1982 год — «Муха у капли чая» (повесть)
- 1985 год — «Улица красных зорь» (повесть)
- 1985 год — «Попутчики» (роман)
- 1987 год — «Маленький фруктовый садик» (повесть)
- 1987 год — «Чок-Чок» (роман)
- 1988 год — «Последнее лето на Волге» (повесть)
- 1988 год — «Притча о богатом юноше» (повесть)
- 2001 год — «На крестцах. Хроника времён Ивана IV Грозного в шестнадцати действиях, ста сорока пяти сценах». Нью-Йорк, Слово/Word 2001

### Драматургия
- 1964 год — «Волемир» (пьеса)
- 1973 год — «Александр Скрябин» (кинороман)
- 1973 год — «Споры о Достоевском» (пьеса)
- 1975 год — «Бердичев» (пьеса)
- 1985 год — «Детоубийца» (пьеса)
- 1994 год — «Летит себе аэроплан» (кинороман о Марке Шагале)
- 1995 год — «Под знаком тибетской свастики» (кинороман)

### Киносценарии
- 1972 — «Седьмая пуля»
- 1972 — «Щелчки» (реж. Р. Эсадзе)
- 1972 — «Без страха» (реж. А. Хамраев)
- 1972 — «Солярис» (по мотивам романа Станислава Лема)
- 1972 — 1974 — Нечаянные радости (первый вариант сценария)
- 1975 — «Раба любви»
- 1978 — «Комедия ошибок» (по мотивам пьесы Уильяма Шекспира)
- 1980 — «Восьмой день творения»
- «Остров в космосе» (киносценарий)

## Творчество
У Горенштейна сложилась репутация «самого мрачного из писателей своего времени, законченного пессимиста и мизантропа», населившего свои произведения персонажами Босха. В отличие от гуманистов, Горенштейн исходит из того, что «в основе человека, несмотря на божественный замысел, лежит дьявольство, сатанинство, и нужно прилагать огромные усилия, чтобы уберечь его или помешать проявиться злому». Его проза строится на сочетании натуралистичных подробностей, в том числе физиологического свойства, с торжественным ветхозаветным тоном. При описании советских реалий упор сделан на унижении человека, которое толкает его на жестокие и подлые поступки (предательство, доносительство, самосуд).

По Горенштейну, мир — это неуютное место, созданное злым Богом; и задача людей — своими поступками, своими страданиями, своими победами над собой, если угодно, искупить это зло. Мир Горенштейна — это ад. В этом мире правит Дан, Аспид, Антихрист из его романа «Псалом». Это каратель. <...> В его прозе много канцеляризмов, много советизмов. И вообще проза такая очень советская по фактуре, по языку. Но ритм её, дыхание её безусловно библейские. Вот это сочетание советской языковой ткани и библейского ритма, библейского темпа повествования, и при этом поразительная точность называния каких-то физиологизмов своими именами — это создаёт совершенно неповторимую ауру его прозы.— Дмитрий Быков
Центральное место в творчестве Горенштейна занимает объёмный роман «Псалом», в котором тема противостояния добра и зла рассматривается через призму вековых гонений на еврейский народ. В заключительной части роман перерастает в подобие богословского трактата. Затрагивая еврейскую тему, Горенштейн «без всякого камуфляжа изображал всю сумму взаимных претензий» русских и евреев друг к другу. В этом отношении характерна пьеса «Бердичев» — одно из важнейших произведений современного еврейско-русского театра. Другой признанной вершиной творчества Горенштейна считается драма «Детоубийца» (про Петра I и царевича Алексея) — по оценке Д. Быкова, «лучшая историческая пьеса, написанная в России в XX веке».

### Публикации и популяризация творчества
Публикацией Горенштейна занималось нью-йоркское издательство «Слово-Word» во главе с Ларисой Шенкер, издавшее «Три пьесы» (среди них «Бердичев»), «Под знаком тибетской свастики», «Скрябин», «Летит себе аэроплан», огромное двухтомное сочинение «На крестцах. Хроника времен Ивана Грозного в шестнадцати действиях, ста сорока пяти сценах».
Первый роман Горенштейна «Место», созданный в 1969—1977 гг., публиковался частями начиная с 1988 года и не вызвал «литературных толков», хотя Ефим Эткинд посчитал его «одной из очень высоких точек развития русской литературы в XX веке». Книга была представлена к премии «Русский Букер», учреждённой в 1992 году, но не удостоилась её, оставшись в «коротком списке». Писатель посчитал это унизительным и до самой смерти в литературных конкурсах не участвовал.
Книги Горенштейна при жизни переводились на французский, немецкий и некоторые другие иностранные языки. В парижских театрах были поставлены спектакли по горенштейновской прозе: «Путь души» в театре L’Atalante (1989, режиссёр Жозанн Руссо, пьесу по мотивам повести «Ступени» написал Евгений Лунгин) и «Искупление» в театре Рон-Пуэн Жана-Луи Барро на Елисейских Полях (1992, режиссёр Жозанн Руссо).
На российской сцене первой была поставлена пьеса Горенштейна «Детоубийца» (1985), в течение многих лет успешно шедшая в пяти театрах: в Москве в театре им. Вахтангова (1991, режиссёр Пётр Фоменко) и в Малом театре (была также и телеверсия), в Петербурге в «Александринке» — театре им. Пушкина (режиссёр Александр Галибин), а также в Ярославском театре им. Ф. Волкова и в Красноярском драматическом театре им. Пушкина.
Пьесу «Бердичев» первым поставил Московский академический театр имени Владимира Маяковского в 2014 году.
В театре Арианы Мнушкиной была устроена режиссёром Бернаром Собелем читка пьесы «Бердичев», читка была повторена на французском радио «Франс-Культур». В Берлине на радио были поставлены спектакли по пьесе «Споры о Достоевском» и по кинороману «Летит себе аэроплан» (о Марке Шагале).

#### Горенштейн в журнале «Зеркало Загадок» (1996—2002)
В 1995 году в Берлине Мина Иосифовна Полянская (литературный редактор), Борис Васильевич Антипов (технический редактор) и Игорь Юрьевич Полянский (главный редактор) создали культурно-политический журнал «Зеркало Загадок». В нём публиковались Лев Аннинский, Александр Кушнер, Лазарь Лазарев, Александр Мелихов, Михаил Пиотровский, Борис Хазанов, Ефим Эткинд, Владимир Маранцман и многие другие деятели литературы и культуры. Постоянное сотрудничество с Фридрихом Горенштейном, жившим в Берлине с 1980 года, не прекращалось до самых последних дней жизни писателя.

Мы печатали его острые полемические статьи, по сути дела, у нас для Горенштейна не существовало слова «нет», поскольку с самого начала оценили его политическое чутье по самому высокому счету. Происходящие в мире события — в Боснии ли, России, Израиле, или же в Чечне — становились фактом его личной биографии. И задолго до трагического 11 сентября Горенштейн предупреждал: легкомысленное, несерьезное, инфантильное даже отношение мировой общественности к терроризму, и на территории Израиля в особенности, приведет в конце концов к тотальному терроризму. Своей жесткой позиции писатель оставался верен до последних дней. Другой важной темой гневной горенштейновской публицистики была Вторая мировая война, нацистское прошлое Германии и неонацизм в наши дни. На страницах «Зеркала Загадок» писатель высказывал смелые, нелицеприятные мысли, выступал с резкой критикой германских властей.
— Мина Полянская.
- Гетто-большевизм и загадка смерти Ицхака Рабина // Зеркало Загадок : журнал. — Берлин, 1996. — № 3. — С. 14–22. — ISSN 0949-2089.
- На вокзале (рассказ) // Зеркало Загадок : журнал. — Берлин, 1996. — № 3. — С. 36–43. — ISSN 0949-2089.
- Контрэволюционер (научно-фантастический рассказ) // Зеркало Загадок : журнал. — Берлин, 1996. — № 4. — С. 39–43. — ISSN 0949-2089.
- [www.belousenko.com/books/Gorenstein/gorenstein_maca.htm Товарищу Маца — литературоведу и человеку, а также его потомкам. Памфлет-диссертация с личными этюдами и мемуарными размышлениями] // Зеркало Загадок. Литературное приложение : журнал. — Берлин, 1997. — № 5.
- [www.belousenko.com/books/Gorenstein/gorenstein_kain.htm Михель, Где той брат Каин?. Эссе о духах и тенях немецкой истории] // Зеркало Загадок : журнал. — Берлин, 1997. — № 6. — С. 2–6. — ISSN 0949-2089.
- На крестцах. Отрывок из нового романа-драмы // Зеркало Загадок : журнал. — Берлин, 1997. — № 6. — С. 37–40. — ISSN 0949-2089.
- Реплика с места // Зеркало Загадок : журнал. — Берлин, 1998. — № 7. — С. 2–4. — ISSN 0949-2089.
- Сто знацит? Кладбищенские размышления // Зеркало Загадок : журнал. — Берлин, 1998. — № 7. — С. 30–39. — ISSN 0949-2089.
- Ach wie gut, das niemand weiß, daß ich Rumpelstilzchen heiß // Зеркало Загадок : журнал. — Берлин, 1999. — № 8. — С. 14–19. — ISSN 0949-2089.
- Как я был шпионом ЦРУ. Венские эпистолии // Зеркало Загадок : журнал. — Берлин, 2000. — № 9. — С. 26–40. — ISSN 0949-2089.
- [www.belousenko.com/books/Gorenstein/gorenstein_etkind.htm Nature morte в венке из живых слов. Беседы с Ефимом Эткиндом] // Зеркало Загадок : журнал. — Берлин, 2000. — № 9. — С. 40–41. — ISSN 0949-2089.
- Как я был шпионом ЦРУ (окончание) Венские эпистолии // Зеркало Загадок : журнал. — Берлин, 2002. — № 10. — С. 23–37. — ISSN 0949-2089.

#### Посмертное признание
Юрий Векслер возглавляет берлинское литературное общество имени Фридриха Горенштейна (Friedrich Gorenstein Literaturgesellschaft e.V.) и является ведущим сайта «Фридрих Горенштейн — инфоцентр» и интернет-проекта «Миры Горенштейна»[26].
В 2002 году Векслер осуществил в Берлине постановку спектакля «Шампанское с желчью» по рассказу Горенштейна при участии Александра Филиппенко и Эрика Зорина (Мюнхен, Гамбург, Кёльн, Москва, Челябинск и др.). Спектакль отмечен дипломом на фестивале камерных театров 2003 года в Челябинске. Среди московских зрителей находились Владимир Войнович, Виктор Славкин, Бенедикт Сарнов и другие[13].
Последней книгой Горенштейна, вышедшей в России при его жизни, был роман «Псалом» (2001), впервые опубликованный в 1991-92 гг. журналом «Октябрь» с предисловием Вяч. Вс. Иванова. После смерти писателя продолжился непростой процесс возвращения его произведений российским читателям и зрителям. Несмотря на то, что ни одно российское издательство не предлагало сыну Горенштейна переиздания книг отца, сначала по инициативе Иры Рабин вышли книги «Бердичев» (издательство «Текст»), «Шампанское с желчью» (издательство ОГИ) и кинороман «Летит себе аэроплан» (издательство ЭКСМО). После этого в течение семи лет книги Горенштейна в России не выходили.
C 2011 года Юрий Векслер инициирует издание книг Фридриха Горенштейна в России и других странах:
| издатель Алексей Гордин        | издательство Азбука | «Искупление» («Дом с башенкой», «Искупление», «Попутчики»), «Место», «Псалом» («Ступени», «Псалом», «Притча о богатом юноше»), «Перевоплощения» |
| издатель Ирина Прохорова       | издательство НЛО    | «Дрезденские страсти», «На крестцах» — с предисловием Юрия Векслера «Писатель и история»                                                        |
| издатель Константин Шавловский | издательство Сеанс  | книга киносценариев «Раба любви» |
| издатель Елена Шубина          | издательство АСТ    | «Улица Красных зорь» |

- Книги «На крестцах» и «Дрезденские страсти» подготовлены Векслером в сотрудничестве с Григорием Никифоровичем, автором книги «Открытие Горенштейна». Многие произведения Горенштейна («На крестцах», «Попутчики» «Дрезденские страсти» и другие), инициированные к публикации Векслером, были опубликованы в России впервые.
- В Берлине, в литературном журнале «Берлин. Берега» номер 1, 2018 по инициативе Григория Аросева впервые напечатана повесть Горенштейна «Астрахань — чёрная икра»[35].
- 20 февраля 2014 года в Московском театре им. В. Маяковского состоялась премьера пьесы Горенштейна «Бердичев» (режиссёр Никита Кобелев, консультант Юрий Векслер). Спектакль удостоен нескольких премий[36], в частности премии газеты «Московский комсомолец» и премии «Скрипач на крыше», учрежденной Федерацией еврейских общин России.
- В сентябре 2016 года спектакль «Искупление» в постановке режиссёра Алексея Крикливого был представлен на сцене Омского государственного академического театра драмы.[37]
- В 2016 году в театре Мастерская Петра Фоменко Евгением Каменьковичем была впервые поставлена первая пьеса Горенштейна «Волемир», написанная в 1964 году.[38]
- Свою сценическую версию рассказа «Дом с башенкой» представила в театре РАМТ режиссёр Екатерина Половцева.[39]

Появились и экранизации прозы Горенштейна. Две из них были сняты Евой Нейман в Украине — «У реки» и «Дом с башенкой». В 2012 г. Александр Прошкин экранизировал роман «Искупление».
По состоянию на 2020 год среди неопубликованного наследия Горенштейна по-прежнему остаётся его последний роман «Верёвочная книга», что связано, в частности, с трудоёмкостью расшифровки авторских рукописей.

#### Документальный фильм «Место Горенштейна»
С 2007 по 2015 годы шла работа Юрия Векслера над документальным фильмом «Место Горенштейна» при финансовой поддержке Андрея Кончаловского и Михаила Швыдкого. Интервью о Горенштейне с Отаром Иоселиани, Али Хамраевым, Евой Нейман, Андреем Кончаловским, Марком Розовским, Владимиром Войновичем, Борисом Хазановым, Михаилом Левитиным, Леонидом Хейфецем, Евгением Поповым, Натальей Ивановой, Бенедиктом Сарновым, Паолой Волковой и др. Премьера документальной ленты «Место Горенштейна» состоялась на кинофестивале АРТДОКФЕСТ 15 декабря 2015 года в 19.20 в кинотеатре «Формула Кино Горизонт».
В 2015 году фильм «Место Горенштейна» выдвигался на премию «Лавр». В январе 2016 года по приглашению Ларисы Малюковой фильм с успехом прошёл на онлайн-фестивале «Новой газеты», где его в течение суток посмотрело более 15 тысяч человек (лидерство по числу просмотров). В 2016 году фильм был приглашен на кинофестиваль «Меридианы Тихого» во Владивостоке и на фестиваль лучших русскоязычных документальных фильмов в Нью-Йорке (диплом).
Отдельные показы картины состоялись в Тель-Авиве, Лондоне, Копенгагене, Киеве, Бердичеве, Берлине и других городах Германии. Лариса Малюкова осуществила на основе фильма оригинальную публикацию в «Новой газете».